# Hikaru Mizuno
Hikaru Mizuno (japanisch 水野 輝 Mizuno Hikaru; * 2. August 1991 in der Präfektur Chiba) ist ein japanisch-kambodschanischer Fußballspieler.

## Karriere
Mizuno erlernte das Fußballspielen in der Schulmannschaft der Funabashi High School und der Universitätsmannschaft der Meiji-Universität. Seinen ersten Vertrag unterschrieb er 2014 bei FC Ryūkyū. Der Verein spielte in der dritthöchsten Liga des Landes, der J3 League. Für den Verein absolvierte er acht Ligaspiele. Danach spielte er zwischen 2015 und 2021 bei Albirex Niigata (Singapur), Preah Khan Reach Svay Rieng und Boeung Ket Angkor. Im Dezember 2021 unterschrieb er beim Svay Rieng FC in der Cambodian League.
Seit November 2023 steht Mizuno leihweise beim kambodschanischen Erstligisten Kirivon Sok Sen Chey unter Vertrag. Er wurde 2024 eingebürgert, um für die Kambodschanische Fußballnationalmannschaft spielen zu können.